# Náklo
Náklo település Csehországban, a Olomouci járásban. Náklo Dubčany, Střeň, Příkazy, Senice na Hané és Litovel településekkel határos. Lakosainak száma 1507 fő (2024. január 1.).

## Népesség
A település lakosságának változását az alábbi diagram mutatja:
| Lakosok száma | 1486 | 1773 | 1920 | 1503 | 1425 | 1422 | 1517 | 1515 | 1504 | 1507 |
|               | 1869 | 1890 | 1921 | 1950 | 1980 | 2001 | 2017 | 2019 | 2022 | 2024 |